# Élection gouvernorale de 2012 dans le Wisconsin
L'élection du gouverneur du Wisconsin de 2012, ainsi que de son adjoint dit lieutenant-gouverneur, a eu lieu le 5 juin 2012. Cette élection fait suite à une procédure de recall qui permet, si un nombre de 900 000 signatures est atteint, de révoquer le gouverneur en place et de rejouer l'élection, élection qui s'était déroulée en 2010 et qui avait vu s'affronter le républicain Scott Walker et le maire démocrate de Milwaukee Tom Barrett. Cette procédure, exceptionnelle puisqu'elle est la troisième de ce type dans l'histoire des États-Unis, avait été lancée à l'initiative des démocrates, qui s'opposaient à la politique de réduction des dépenses publiques du gouverneur républicain nouvellement élu Scott Walker.
Cette élection est considérée la plus coûteuse de l'histoire de l'État ; selon le quotidien américain USA Today, plus de 62 millions de dollars ont été dépensés par les candidats et groupes partisans affiliés. Toujours selon le même quotidien, les 30 millions de dollars levés par Scott Walker viennent de donateurs hors du Wisconsin, alors qu'à contrario, les 4 millions de son adversaire démocrate Barett viennent en majorité d'habitants du Wisconsin.
Cette élection, considérée comme un test sur la politique du gouverneur sortant, a confirmé à son poste de gouverneur le républicain Scott Walker, qui remporte l'élection avec 53,1 %, et Rebecca Kleefisch au poste de lieutenant-gouverneur. C'est la première fois qu'un gouverneur ayant été l'objet d'une procédure de recall est réélu, les autres élections de rappel ayant vu la défaite de Lynn Frazier dans le Dakota du Nord en 1921 et de Gray Davis en Californie en 2003.